# Diaphorus basalis
Diaphorus basalis är en tvåvingeart som beskrevs av Van Duzee 1915. Diaphorus basalis ingår i släktet Diaphorus och familjen styltflugor. Inga underarter finns listade i Catalogue of Life.